# 中書令
中書令（ちゅうしょれい）は、中国の前漢から明代にかけて存在した官職名。

## 概要
漢代の中書令は内廷（後宮など宮廷の皇帝の私的な部分）の秘書長であり宦官が就任し、宦官となった司馬遷も就任した。宣帝以降、側近として重用され、中書令の弘恭や石顕が権力を握った。しかし成帝の時に廃止された。
その後、魏の文帝の時代に復活し、宦官ではない皇帝の側近が就任した（孫資・李豊など）。さらに、中書令の役所である中書省が創設された。当初、中書省の長官は中書監といわれ、中書令はその次官であった。西晋期の官吏目録に中書監に荀勗、中書令に和嶠という記録がある。
隋と唐初には、皇帝が出す詔勅の起草を行うという役職から、非常に強い権限を持ち、実質的な宰相職となっていた。唐の太宗の治世では、中書令は参議朝政などの名で国政に参与するようになり、同中書門下三品もしくは同中書門下平章事を兼任しない宰相には実質的権限がなかった。
北宋になると名誉職となっていたが、元代には名前だけを流用されて行政の最高職になった。その後、皇帝独裁を目指す明の洪武帝によって廃止された。
中書令の中は禁中の中であり、日本の律令制においての中務省の長である中務卿の官名にも使われた。